# Ulpio Traiano
«Ульпіо Траяно» (італ. Ulpio Traiano) — італійський легкий крейсер типу «Капітані Романі» часів Другої світової війни.
Свою назву отримав на честь римського імператора Траяна.

## Історія
Крейсер «Ульпіо Траяно» був закладений 23 вересня 1939 року на верфі «Cantieri Navali del Tirreno e Riuniti» в Палермо. Спущений на воду 30 листопада 1942 року. 
3 січня 1943 року до входу в бухту в Палермо підійшли 2 британські підводні човни «Тандерболт» та «Трупер». Вони випустили 2 людино-торпеди «Черіот». Одна з них атакувала «Ульпіо Траяно», інша - торгове судно. Між 2 та 3 годинами ночі під дно «Ульпіо Траяно» були встановлені вибухові заряди, які спрацювали о 17:58. Крейсер розламався на дві частини та затонув.
27 лютого 1947 року корабель був виключений зі складу флоту, того ж року піднятий і розібраний на метал.